# Janovice v Podještědí
Janovice v Podještědí település Csehországban, Libereci járásban. Janovice v Podještědí Zdislava, Křižany, Rynoltice, Jablonné v Podještědí és Dubnice településekkel határos. Lakosainak száma 90 fő (2024. január 1.).

## Népesség
A település lakosságának változását az alábbi diagram mutatja:
| Lakosok száma | 465  | 382  | 320  | 182  | 98   | 84   | 97   | 92   | 90   | 90   |
|               | 1869 | 1890 | 1921 | 1950 | 1980 | 2001 | 2017 | 2019 | 2022 | 2024 |